# 山池

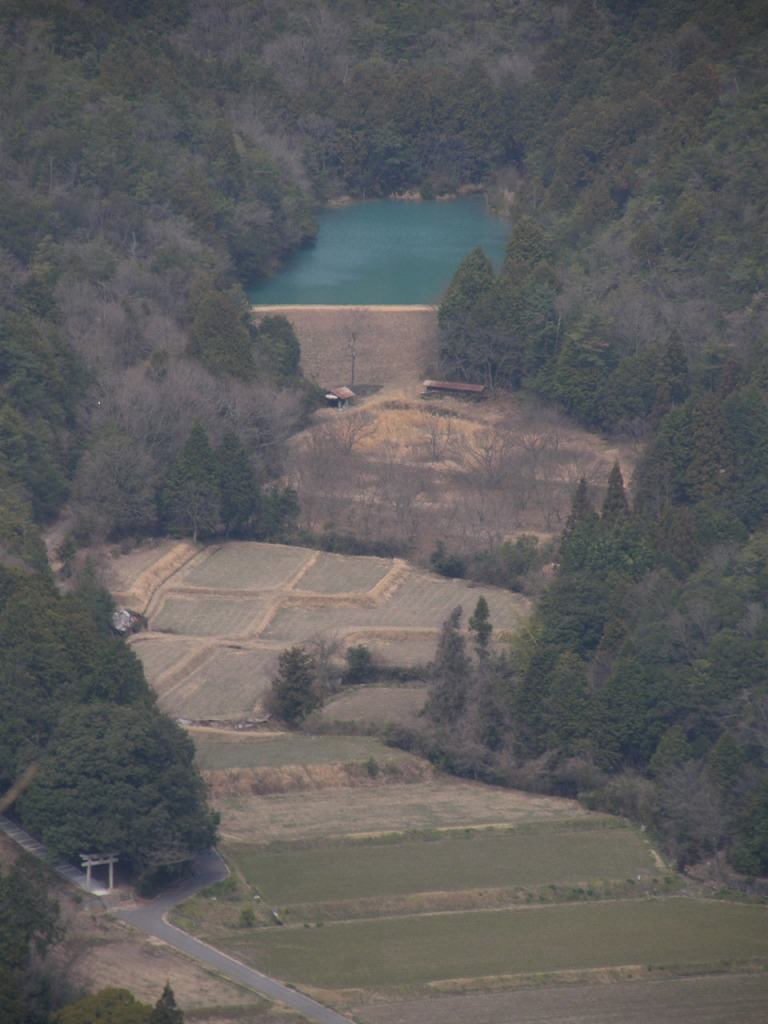
棚田の最上段に築かれた山池（兵庫県加東市）

山池（やまいけ）とは、平野部のため池に対して、山間部に自然に、あるいは人為的に谷を堰き止められてできた池。

## 概要
堰は土、石積み、コンクリートなどで造られ、規模の大きなものはダム湖と呼ばれる（法的には堰堤の高さが15.0m以上となると、河川法上におけるダムとして定義される）。
一般に平野部の池に比して水質がよく水深があり水温が低いため栄養が少なく、青く澄んだ色をしていることが多い。このため、生息する生物の種類、数などが平野部の池に比較し少ないのが普通である。
日本では、山の多い特有の地形により、主に農業、治水目的に多くの山池が見られる。